# Miguel Ruiz Montañez
Miguel Ruiz Montañez (né en 1962 à Malaga) est un écrivain et l'actuel président-directeur général de l'entreprise de transports en commun EMT Málaga.

## Biographie
Miguel Ruiz Montañez est né à Malaga en 1962. Il adore les voyages et il a visité tous les continents. Le développement de sa profession lui a permis de découvrir une grande partie du monde.
Il a été nommé professeur associé de l'Université autonome de Saint-Domingue en République dominicaine, ce qui l'a aidé pour trouver l'inspiration pour écrire son premier roman, La Tumba de Colón. C'est dans ce pays où l'histoire se développe. Ce roman a été un succès en Amérique du Sud et dans d'autres pays. Son succès a fait qu'il écrive un autre roman terminé en 2008. Après avoir vendu plus de cent mille exemplaires et être traduit à onze langues, son deuxième roman, El Papa Mago, a vu son incursion dans le monde du thriller. Publiée aux éditions MR, Grupo Planeta, il a renforcé l'auteur dans le monde du best-seller.

## Romans
- La Tumba de Colón, 2006.
- El Papa Mago, 2008.
- El país de los espíritus, 2011.
- La Sangre de Colón, 2020.